# Klung-Wilhelmy-Wissenschafts-Preis
Der Klung-Wilhelmy-Wissenschafts-Preis (1973 bis 2001 Otto-Klung-Preis, 2001 bis 2007 Otto-Klung-Weberbank-Preis, 2007 bis 2013 Klung-Wilhelmy-Weberbank-Preis) ist ein Wissenschaftspreis, der im jährlichen Wechsel an herausragende jüngere deutsche Wissenschaftler der Chemie und Physik verliehen wird, die das 40. Lebensjahr noch nicht überschritten haben sollten.
Die Auswahl der Preisträger erfolgt durch ständige Kommissionen am Institut für Chemie und Biochemie sowie am Fachbereich Physik an der Freien Universität Berlin, ergänzt um Professoren anderer Hochschulen, wobei Vorschläge von Fachkollegen im In- und Ausland sowie wissenschaftliche Gutachten internationaler Spitzenforscher in die Entscheidungsfindung einbezogen werden. Eigenbewerbungen werden nicht berücksichtigt. Über den Auswahlvorschlag entscheiden die Stiftungen: die Otto-Klung-Stiftung an der Freien Universität Berlin und die Dr. Wilhelmy-Stiftung. Gemeinsam erklärtes Ziel der Stiftungen ist es, die Förderung wissenschaftlicher Spitzenleistungen zu intensivieren und solche Arbeiten auszuzeichnen, die richtungweisend sind und internationale Anerkennung genießen. Fünf Preisträger haben später den Nobelpreis erhalten.
Der 1973 von der Otto-Klung-Stiftung erstmals vergebene Preis zählt dank der Kooperation mit Dr. Wilhelmy-Stiftung seit 2007 zu den höchstdotierten privat finanzierten Wissenschaftspreisen in Deutschland. Die Preisverleihung – seit vielen Jahren im November – ist öffentlich.

## Preisträger
| Chemie | Physik |
| --- | --- |
| 2024: Max Martin Hansmann ausgezeichnet für seine zukunftsweisenden Arbeiten zu bisher unbekannten reaktiven Zwischenstufen sowie neuartigen Redoxsystemen.                                                           | 2023: Hannes Bernien ausgezeichnet für seine bahnbrechenden Beiträge zur Entwicklung von Quantentechnologieplattformen auf der Basis von Rydberg-Atomen sowie Farbzentren in Diamant. |
| 2022: Viktoria Däschlein-Gessner, ausgezeichnet für ihre zukunftsweisende Forschung im Bereich der synthetischen und mechanistischen Anorganischen Chemie sowie der Katalyse.                                         | 2021: Monika Aidelsburger, ausgezeichnet für ihre herausragende Forschung über die experimentelle Realisierung synthetischer Eichfelder in optischen Gittern und deren Anwendung zur Quantensimulation topologischer Phasen der Materie.                                                            |
| 2020: Franziska Schoenebeck, ausgezeichnet für ihre zukunftsweisende Forschung auf dem Gebiet der organischen Synthese, der Katalyse und der computergestützten Aufklärung von Reaktionsmechanismen.                  | 2019: Titus Neupert, ausgezeichnet für seine bahnbrechenden Beiträge zur theoretischen Vorhersage neuer „topologischer“ Materiezustände, insbesondere der fraktionalen Chern-Isolatoren und topologischen Isolatoren höherer Ordnung.                                                               |
| 2018: Philipp Kukura, ausgezeichnet für seine bahnbrechenden Arbeiten auf dem Gebiet der Entwicklung und Anwendung von bildgebenden Methoden zur Visualisierung und Charakterisierung von einzelnen Biomolekülen.     | 2017: Claus Ropers, ausgezeichnet für seine bahnbrechenden Arbeiten auf dem Gebiet der ultraschnellen Elektronenmikroskopie und der nichtlinearen Licht-Elektronen-Wechselwirkung an Nanostrukturen.                                                                                                |
| 2016: Stephan A. Sieber, ausgezeichnet für seine Synthese Naturstoff-inspirierter Substanzen zur Bekämpfung pathogener Bakterien sowie seine fundamentalen Studien zur bakteriellen Virulenz.                         | 2015: Tobias Kippenberg, ausgezeichnet für seine bahnbrechenden Arbeiten zur Wechselwirkung von Licht mit Mikro- und Nano-mechanischen Systemen. |
| 2014: Hans Jakob Wörner, ausgezeichnet für seine Forschung auf dem Gebiet der Physikalischen Chemie, insbesondere seine Pionierleistungen zur Elektronenbewegung in Molekülen auf der Subfemtosekunden-Zeitskala.     | 2013: Robert Huber, ausgezeichnet für die Entwicklung des Fourier-Domain-Mode-Locked Lasers und die damit erzielten Verbesserungen in der medizinischen Bildgebung mittels Optischer-Kohärenz-Tomographie.                                                                                          |
| | |
| 2012: Tobias Ritter, ausgezeichnet für seine Leistungen auf dem Gebiet der metallorganischen Chemie und der spezifischen Fluorierung biomedizinisch relevanter Moleküle.                                              | 2011: Dieter Braun, ausgezeichnet für seine Arbeiten auf dem Gebiet der Biophysik, insbesondere zur Entwicklung von Experimenten zur synthetischen Evolution und zu biophysikalischen Anwendungen der Thermophorese.                                                                                |
| 2010: Stefan Hecht, ausgezeichnet für seine Arbeiten auf dem Gebiet funktionaler organischer Nanostrukturen und von photoschaltbaren Einheiten.                                                                       | 2009: Volker Springel, ausgezeichnet für seine Arbeiten in der numerischen Astrophysik, insbesondere über die Entstehung von Galaxien und superschweren Schwarzen Löchern. |
| 2008: Frank Neese, ausgezeichnet für seine Arbeiten zur Entwicklung von ORCA – ein Programmpaket zur hocheffizienten Berechnung der Elektronenstruktur großer Moleküle.                                               | 2007: Martin Zwierlein, ausgezeichnet für seine Arbeiten zum Nachweis der Suprafluidität in ultrakalten Fermigasen. |
| 2006: Ingo Krossing, ausgezeichnet für seine Arbeiten bei Synthese und Anwendung neuartiger, sehr schwach koordinierender Anionen.                                                                                    | 2005: Markus Greiner, ausgezeichnet für seine Arbeiten zur Quantenphysik atomarer Bose-Einstein Kondensate in optischen Gitterpotentialen sowie zur Bose-Einstein Kondensation molekularer und fermionischer Quantengase.                                                                           |
| 2004: Peter H. Seeberger, ausgezeichnet für seine Arbeiten an der Schnittstelle von synthetischer organischer Chemie und Biologie bei der Entwicklung der automatisierten Festphasensynthese komplexer Kohlenhydrate. | 2003: Joachim P. Spatz, ausgezeichnet für seine biophysikalischen Arbeiten über die Adhäsion und Mechanik von Zellen. |
| 2002: Thomas Tuschl, ausgezeichnet für seine Arbeiten zur Entdeckung und Entwicklung des RNA-Interferenz-Verfahrens.                                                                                                  | 2001: Jan Hendrik Schön, Preis 2002 aberkannt |
| 2000: Matthias Drieß, ausgezeichnet für seine Arbeiten auf dem Gebiet der Hauptgruppenchemie, insbesondere des Phosphors, Siliziums und Natriums.                                                                     | 1999: Roland Ketzmerick, ausgezeichnet für seine Arbeiten zur nichtlinearen Dynamik in niedrigdimensionalen elektronischen Systemen. |
| 1998: Michael Famulok, ausgezeichnet für seine Arbeiten zur Struktur und Funktion hochaffiner Ribonukleinsäuren. | 1997: Stephan Schiller, ausgezeichnet für seine Arbeiten zur Quantenoptik, insbesondere zur Quantentomographie (vollständige Rekonstruktion von Quantenzuständen) und zu besonders störungsarmen Messungen bei Verwendung stark gequetschten Lichts (quantum-nondemolition).                        |
| 1996: Carsten Bolm, ausgezeichnet für seine Arbeiten über die metallvermittelte enantioselektive Oxidation in der organischen Synthese.                                                                               | 1995: Thomas Elsässer, ausgezeichnet für seine Arbeiten zur Ultrakurzzeitdynamik in Molekülen und Halbleitern. |
| 1994: Wolfgang Schnick, ausgezeichnet für seine Arbeiten über Synthesen und Strukturaufklärungen im Phosphor-Stickstoff System.                                                                                       | 1993: Karl Dieter Weiss, ausgezeichnet für seine Arbeiten zu neuartigen elektronischen Phänomenen in Halbleiterbauelementen, bei denen die freie Elektronenbewegung durch künstliche periodische Strukturen verändert wird (Weiss-Oszillatoren).                                                    |
| 1992: Stefan Jentsch, ausgezeichnet für seine Arbeiten zum ubiquitin-abhängigen Proteinabbau. | 1991: Hermann Nicolai, ausgezeichnet für seine Arbeiten zur Quantenfeldtheorie. |
| 1990: Klaus Rademann, ausgezeichnet für seine Arbeiten zum Übergang von isolierten Metallatomen zu metallischen Festkörpern.                                                                                          | 1989: Gisela Schütz, ausgezeichnet für ihre Arbeiten zum Studium des Magnetismus mit zirkular polarisierter Synchrotronstrahlung. |
| 1988: Gerhard Bringmann, ausgezeichnet für seine Arbeiten über die Isolierung, Strukturaufklärung und Synthese acetogeniner Isochinolin-Alkaloide.                                                                    | 1987: Johannes Georg Bednorz, ausgezeichnet für seine Arbeiten zur Entdeckung einer neuen Klasse von Supraleitern mit bis dahin unerreicht hohen Übergangstemperaturen. - Nobelpreis 1987 zusammen mit Karl Alexander Müller                                                                        |
| 1986: Hartmut Michel, ausgezeichnet für seine Arbeiten über die Kristallisation und Strukturbestimmung des Photosynthesesystems I. - Nobelpreis 1988 zusammen mit Johann Deisenhofer und Robert Huber                 | 1985: Horst Störmer, ausgezeichnet für die Entdeckung des fraktionierten Quanten-Hall Effekts. - Nobelpreis 1998 zusammen mit Daniel Chee Tsui und Robert B. Laughlin |
| 1984: Martin Quack, ausgezeichnet für seine Arbeiten zur Deutung kinetischer Phänomene auf molekularer Ebene. | 1983: Gerd Binnig, ausgezeichnet für seinen Beitrag zur Entwicklung des Rastertunnelmikroskops. - Nobelpreis 1986 zusammen mit Heinrich Rohrer |
| 1982: Wolfgang A. Herrmann, ausgezeichnet für seine Arbeiten zur metallorganischen Chemie. | 1981: Gerhard Mack, ausgezeichnet für seine Arbeiten über Skalen- und Konforminvarianz sowie zur Gittereichtheorie. |
| 1980: Helmut Schwarz, ausgezeichnet für seine Arbeiten zur Physikalischen Organischen Chemie, insbesondere zur Chemie im Massenspektrometer.                                                                          | 1979: Theodor W. Hänsch, ausgezeichnet für seine Arbeiten zum Bau des ersten schmalbandigen abstimmbaren Farbstofflasers und zur Entwicklung der Doppler-freien Laserspektroskopie und der Erfindung des Laserkühlens von Atomen. - Nobelpreis 2005 zusammen mit Roy J. Glauber und John Lewis Hall |

Von 1973 bis 1978 wurde der damals von der Otto-Klung-Stiftung noch allein vergebene Otto-Klung-Preis als Nachwuchsförderpreis der Fachbereiche Chemie und Physik der Freien Universität Berlin für hervorragende wissenschaftliche Leistungen an Doktoranden und Habilitanden verliehen:
Klaus-Peter Dinse (Physik 1973), Wolf-Dietrich Hunnius und Rolf Minkwitz (Chemie 1974), Michael Grunze (Chemie 1975), Günther Kerker (Physik 1976), Wolfgang Lubitz (Chemie 1977), Andreas Gaupp (Physik 1978).